# Malungo
Malungo (do kikongo m'alungu, contração de mualungu - locativo para "no barco", "no navio") quer dizer, na gíria falada pelos negros brasileiros durante a escravidão, "companheiro", pessoa da mesma condição.
Os escravizados que vinham para o Brasil referiam-se aos seus colegas de viagem como "meu malungo", mas o termo foi perdendo essa acepção original a partir de 1850, com o fim do tráfico negreiro, e o paulatino fim dos africanos natos, mas se manteve com o significado de companheiro, indivíduo da mesma laia, parente.
Por extensão, malungo também é termo usado para designar os irmãos de criação, ou "colaço" (indivíduos que mamaram na mesma mulher).

## Impacto cultural
Malungo é o nome de uma banda musical da cidade de Blumenau.
Em São Luís, capital maranhense, há o Grupo de Dança Afro Malungos .

### Títulos de livros
- Malungos na escola: questões sobre culturas afrodescendentes e educação, livro de 2007 de Edimilson de Almeida Pereira.
- Senzala insurgente: malungos, parentes e rebeldes nas fazendas de Campinas (1832), obra de Ricardo Figueiredo Pirola e Robert W. Slenes, Unicamp, 2011.